# Santiago Salle
Santiago Salle (ur. 4 czerwca 2004 w Olavarríi) – argentyński piłkarz występujący na pozycji prawego pomocnika lub prawego obrońcy, od 2023 roku zawodnik Independiente.